# 12 канал (Ізраїль)
12 канал (івр. ערוץ 12) — ізраїльський телеканал, що належить медіагрупі Кешет. Він розпочав мовлення 1 листопада 2017 року як один із двох замінників «2 каналу», що припинив своє існування.

## Історія
Ізраїльський «2 канал» перебував у віданні Другого управління з питань телебачення і радіо, але його наповнення здійснювалося двома компаніями на ротаційній основі — «Кешет Медіа Груп» і «Решет». Під час великої серії реформ ізраїльської системи мовлення, спрямованих на збільшення різноманітності та конкуренції, «2 канал» був закритий, а обидва концесіонери отримали власні, окремі канали: Кешет 12 офіційно розпочав мовлення 1 листопада 2017 року разом із Решет 13. Програми були розділені між двома каналами. Ізраїльська телевізійна компанія новин продовжувала надавати новинні програми для обох каналів, а основний випуск новин у прайм-тайм транслювався обома каналами до 16 січня 2019 року, коли після злиття «Решет 13» і «10 каналу» був створений «Га-Хадашот 12».